# Amparo (kommunhuvudort)
Amparo är en kommunhuvudort i Brasilien.   Den ligger i kommunen Amparo och delstaten São Paulo, i den sydöstra delen av landet, 800 km söder om huvudstaden Brasília. Amparo ligger 680 meter över havet och antalet invånare är 41 497.
Terrängen runt Amparo är huvudsakligen kuperad, men den allra närmaste omgivningen är platt. Amparo ligger nere i en dal. Runt Amparo är det ganska tätbefolkat, med 129 invånare per kvadratkilometer.. Amparo är det största samhället i trakten.
Runt Amparo är det i huvudsak tätbebyggt.